# Lagen om skydd för företagshemligheter
Lagen om skydd för företagshemligheter (1990:409) (FHL) var en lag i Sverige om sådan information om affärs- eller driftförhållanden i en näringsidkares rörelse som näringsidkaren håller hemlig och vars röjande är ägnat att medföra skada för denne i konkurrenshänseende. Den 1 juli 2018 ersattes lagen med lagen (2018:558) om företagshemligheter.

## Innehåll
Med information förstås både sådana uppgifter som har dokumenterats i någon form, inbegripet ritningar, modeller och andra liknande tekniska förebilder och enskilda personers kännedom om ett visst förhållande, även om det inte har dokumenterats på något särskilt sätt, det vill säga det är ingen ursäkt att hänvisa till rena minneskunskaper. I praxis har till exempel kundregister, IT-system och källkoder ansetts utgöra företagshemligheter
Lagen gäller endast obehöriga angrepp på företagshemligheter. 
Ett vanligt exempel är när en anställd tar med sig kundregistret eller uppgifter därur från sin gamla anställning till sin nya, vilket är otillåtet enligt FHL. Om angreppet har skett efter det att anställningen upphörde, till exempel om man då bearbetar den förre arbetsgivarens kunder ur minnet, krävs dock "synnerliga skäl" för att skadeståndsskyldighet skall inträda. 
Kriterier för synnerliga skäl kan vara att man vållat betydande skada, missbrukat någon form av dokumentation, haft en särskild förtroendeställning (till exempel chefsposition), förberett angreppet redan under pågående anställning och/eller gjort något som i sammanhanget kan upplevas som särskilt stötande, utmanande eller klandervärt.
Som ett obehörigt angrepp anses inte att någon anskaffar, utnyttjar eller röjer en företagshemlighet hos en näringsidkare för att offentliggöra eller inför en myndighet eller annat behörigt organ avslöja något som skäligen kan misstänkas utgöra brott, på vilket fängelse kan följa eller som kan anses utgöra annat allvarligt missförhållande i näringsidkarens rörelse. 
Som ett obehörigt angrepp anses inte heller att någon utnyttjar eller röjer en företagshemlighet som han eller någon före honom har fått del av i god tro.
Den som med uppsåt olovligen bereder sig tillgång till en företagshemlighet skall dömas för företagsspioneri till böter eller fängelse i högst två år eller, om brottet är grovt, till fängelse i högst sex år.
Eftersom FHL reglerar förhållanden i gränslandet mellan flera olika lagar är det fullt möjligt att en person som, i en civilprocess, döms till skadestånd enligt FHL för att till exempel ha röjt och utnyttjat den förre arbetsgivarens kundregister även döms till straff, i ett brottmål, för trolöshet mot huvudman enligt brottsbalken 10 kap. 5 §. Alltsammans avseende samma händelseförlopp.
Den 1 april 2005 dömdes en ungersk medborgare till tre års fängelse för grovt företagsspioneri och obehörig befattning med hemlig uppgift.
Den som gör sig skyldig till brott ska ersätta den skada som uppkommer genom brottet eller genom att företagshemligheten obehörigen utnyttjas eller röjs.
Vid bestämmande av skadestånd för ett angrepp på en näringsidkares företagshemlighet ska hänsyn tas även till dennes intresse av att hemligheten inte obehörigen utnyttjas eller röjs och till övriga omständigheter av annan än rent ekonomisk betydelse vilket konkret innebär en rätt till så kallat allmänt skadestånd. I förarbeten och praxis slås fast att det i princip inte får bli billigare att olagligen utnyttja en företagshemlighet än att lagligen köpa den.
Om det är skäligt kan skadeståndet dock sättas ned eller helt falla bort. Talan om skadestånd enligt denna lag får avse skada endast under de fem senaste åren innan talan väcktes.
Den som har angripit en företagshemlighet kan av domstol vid vite förbjudas att utnyttja eller röja företagshemligheten.

## Kritik
Lagen kallas i vardagligt språk "lex Bratt" efter Ingvar Bratt 1984 avslöjade sin arbetsgivare Bofors vapenaffärer.